# أحمد مرتضى المراغي
أحمد مرتضى المراغي باشا (14 يونيو 1910 - 28 يناير 1991) هو سياسي مصري، تقلد العديد من المناصب السياسية الهامة، ومنها منصب وزير الداخلية ووزير الحربية وقبلهما كان محافظًا للإسكندرية والسويس، وهو نجل شيخ الأزهر محمد مصطفى المراغي، ولكن لأنه لعب أدوارًا سياسية هامة في تلك الفترة كما أنه شارك في كثير من الأحداث التي كانت تعج بها الساحة السياسية المصرية وخاصة في السنوات الأخيرة من عمر الحكم الملكي.

## بدايته
المراغي من مواليد 14 يونيو 1910، وينتمي لإحدى العائلات الكبيرة بمركز المراغة بمحافظة سوهاج، حصل على ليسانس الحقوق وعمل معاونًا للنيابة ثم محاميًا بقضاء الحكومة، كما عمل أيضًا سكرتيرًا في مكتب محمد محمود باشا رئيس الوزراء، وفي عام 1938 استقال من عمله ورشح نفسه لعضوية مجلس النواب (1938 - 1942) عن دائرة مركز المراغة مستقلًا.
عُيّن مرتضى المراغي وكيلًا لعدد من محافظات مصر مثل محافظة القناة، والإسكندرية والسويس ثم مديرًا لمديرية بني سويف وتلاها القليوبية وأخيرًا قنا. وفي عام 1947 عُيّن مديرًا للأمن العام ثم وكيلًا لوزارة الداخلية حتى عام 1950 حيث عُيّن محافظًا للإسكندرية.
وفي 27 يناير 1952 تم تعيين أحمد مرتضى المراغي وزيرًا للداخلية في حكومة علي ماهر باشا عقب حريق القاهرة، كما تقلد منصب وزير الداخلية والحربية معًا في حكومة أحمد نجيب الهلالي باشا الأولى التي تشكلت أول مارس 1952 بعد استقالة حكومة علي ماهر، وأخيرًا دخل أيضًا حكومة أحمد نجيب الهلالي الثانية يوم 22 يوليو 1952 وتولى فيها وزارة الداخلية.
وفي 13 يونيو 1956 غادر المراغي مصر متجها إلى السعودية ومنها إلى إيطاليا حيث باشر بعض الأعمال الإدارية لعدد من الشركات ومكث بها فترة كبيرة إلى أن عاد لمصر نهائيًّا عام 1974، وظل بمصر حتى وفاته 28 يناير عام 1991.

## مؤلفات
- شاهد على حكم فاروق
- غرائب من عهد فاروق وبداية الثورة المصرية